# Molophilus veddah
Molophilus veddah är en tvåvingeart som beskrevs av Alexander 1958. Molophilus veddah ingår i släktet Molophilus och familjen småharkrankar.
Artens utbredningsområde är Sri Lanka. Inga underarter finns listade i Catalogue of Life.